# Punta Formas
Punta Formas (spanisch; in Argentinien Punta Urtubey) ist eine Landspitze an der Danco-Küste des Grahamlands auf der Antarktischen Halbinsel. Im Nordwesten der Arctowski-Halbinsel unterteilt sie den Orne Harbour in zwei Seitenarme.
Chilenische Wissenschaftler benannten sie nach Iván Formas C. von der Fuerza Aérea de Chile, einem Teilnehmer der 25. Chilenischen Antarktisexpedition (1970–1971). Der Namensgeber der argentinischen Benennung ist nicht überliefert.